# 마이 소울 투 테이크
《마이 소울 투 테이크》(영어: My Soul to Take)는 미국에서 제작된 2010년 슬래셔 영화이다. 웨스 크레이븐이 연출, 각본, 제작을 맡고, 맥스 테리옷 등이 출연하였다. 1994년 영화 《나이트메어 7: 뉴 나이트 메어》 이후 크레이븐이 각본, 제작, 감독을 모두 맡은 첫 영화이다.
박스 오피스에서 성공하지 못했으며 로튼 토마토 평점은 11%이다.

## 출연진
- 맥스 테리옷
- 존 머가로
- 에밀리 미드
- 덴절 휘터커
- 지나 그레이
- 닉 래셔웨이
- 제러미 추
- 라울 에스파자
- 제시카 헥트
- 프랭크 그릴로
- 더나이 구리라
- 해리스 율린
- 셔리카 엡스
- 데니스 부치캐리스
- 필릭스 솔리스
- 트레버 세인트존
- 루 섬롤
- 알렉산드라 윌슨
- 마이클 벨
- 해나 호드슨

## 기타 제작진
- 라인 제작: 앤서니 커태거스(크레디트 미기재)
- 협력 제작: 칼리 파인골드
- 배역: 에이비 코프먼
- 미술: 애덤 스톡하우즌
- 세트: 캐럴 실버먼
- 의상: 커트 앤드 바트